# Tagnone
Der Tagnone ist ein Fluss in Frankreich, der im Département Haute-Corse auf der Insel Korsika verläuft. Er entspringt an der Nordost-Flanke des Punta Paglia (1528 m), im Gemeindegebiet von Vezzani, entwässert generell Richtung Ost bis Südost und mündet nach 35 Kilometern knapp nordwestlich des Ortes Aléria als rechter Nebenfluss in den Tavignano, der kurz danach das Mittelmeer erreicht.

## Orte am Fluss
- Vezzani
- Pietroso
- Maison Pieraggi, Gemeinde Pietroso
- Aghione
- Aléria